# Tahy István
Tahvári és tarkeöi Tahy István (Bölcske, 1843. február 1. – Galgagyörk, 1908. október 14.) császári és királyi kamarás, megyebizottsági tag, Pest vármegye tiszteleti főjegyzője, a Pesti Hazai Első Takarékpénztár felügyelő bizottságának elnöke.

## Élete
Tahy Ádám és alapi Salamon Etelka fia. Tanulmányait Pesten végezte; az alkotmány visszaállítása után 1867-ben kinevezték Pest-Pilis és Solt t. e. vármegyék tiszteleti esküdtjének. Kovács Gábor szolgabíróhoz osztották be a pesti felső járásba és a közigazgatási (községi) ügyeket végezte. 1872-ben tiszteleti, 1873-ben III., 1875-ben II., 1878-ban I. aljegyző lett. 1874. június 6-án feleségül vette szlavniczai Sándor Saroltát (1848–1941). 1880-ban tiszteleti főjegyzőnek nevezték ki. 1883-ban a pest vármegyei állattenyésztési előmozdító egyesület titkára lett. 1895-ben tiszteleti főjegyzői ranggal nyugdijaztatását kérte, amit meg is kapott, de megmaradt a gazdasági egyesület alelnökének és részt vett a vármegyei életben. 1893. január 18-án a császári és királyi kamarási méltóságot nyerte. Elhunyt 1908. október 14-én reggel 3/4 3 órakor, örök nyugalomra helyezték 1908. október 16-án délelőtt Galgagyörkön, a római katolikus egyház szertartása szerint.

## Munkája
- Tahyak és azokkal rokon családok. Bpest, 1904. Színes czimerrel, fénynyom. képekkel és leszármazási táblákkal. (Új kiadás: Históriaantik Könyvesház Kiadó, 2012.)